# Mike Crapo

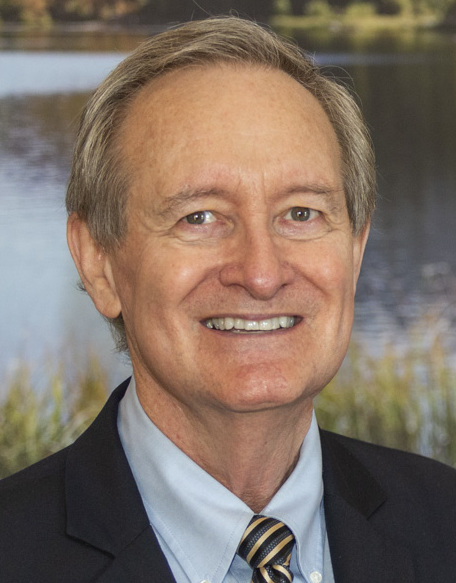
Mike Crapo (2019)

Michael Dean „Mike“ Crapo (* 20. Mai 1951 in Idaho Falls, Idaho) ist ein US-amerikanischer Politiker der Republikanischen Partei und Senator der Vereinigten Staaten aus dem Bundesstaat Idaho.

## Leben
Crapo wurde als Sohn von Melba Olsen und George Lavelle Crapo in einer mormonischen Familie geboren. Nach seiner Schulzeit studierte Crapo Rechtswissenschaften und erhielt einen Bachelor an der Brigham Young University 1973. An der Harvard Law School erwarb er 1977 den Juris Doctor. In den 1980er Jahren war Crapo als Rechtsanwalt in Idaho Falls tätig und wurde Mitglied der Republikanischen Partei. Als deren Vertreter gehörte er von 1985 bis 1992 dem Senat von Idaho an. Vom 3. Januar 1993 bis zum 3. Januar 1999 war Crapo Abgeordneter im Repräsentantenhaus der Vereinigten Staaten. Seitdem ist Crapo Mitglied des Senats der Vereinigten Staaten. Von 2017 bis 2021 führte er den Vorsitz im Bankenausschuss des Senats. Crapo wurde 2016 und 2022 wiedergewählt.
Im Juni 1974 heiratete Crapo Susan Diane Hasleton und hat mit seiner Ehefrau fünf Kinder.